# 秋山直之
秋山 直之（あきやま なおゆき、1979年4月13日 - ）は、群馬県出身の元競艇選手。登録番号は3996（83期）。師匠は金井秀夫（引退）。同期に須藤博倫、重野哲之、齊藤仁、永井聖美等がいる。

## 経歴
- 高校を中退して本栖研修所に入所。83期では卒業レースを優勝し、本栖チャンプとなった。
- 1998年11月14日、地元桐生競艇場で開催された一般競走第3レースでデビュー（3着）[1]。
- 2002年2月11日、第47回関東地区選手権競走（多摩川競艇場）でGI初優勝[2]。
- 2005年1月30日、GI第19回新鋭王座決定戦（宮島競艇場）で優勝。
- 2011年6月26日、児島競艇場における第21回GC決定戦において優勝戦2着。
- 2025年3月17日、山口県岩国市内の商業施設で飲むヨーグルトとお茶(販売価格308円)を万引きした疑いで逮捕される[3]。このため、以降の出走予定を全て欠場（斡旋も削除）した。
- 2025年4月21日、選手登録を消除し引退[4]。

## レーススタイル
レースでは全速ターンが持ち味だが、スタートタイミングは決して早くなく、記念級レーサーの平均が.15前後である中、秋山は.20を超えている。本人いわく「余計なことに気を取られたくない」とのこと。
道中での逆転や、外枠からでも舟券によく絡むため、SGやGI等の大舞台でのレースでは配当に妙味のある選手である。

## 人物
過去には人気テレビ番組『ワンダフル』に出演するなどイケメンで女性からの人気も非常に高い。
レースに出場していない時は元競艇選手の関谷聖二が開設しているyoutubeチャンネルに頻繁に出演している。

## SG・GI・GII優勝歴

### SG
なし（優出2回）

### GI
- 2002年2月11日 第47回関東地区選手権（多摩川競艇場） 5コース・差し
- 2005年1月30日 第19回新鋭王座決定戦（宮島競艇場） 2コース・差し
- 2007年9月12日 第51回開設記念GI赤城雷神杯（桐生競艇場） 1コース・逃げ
- 2010年5月16日 第55回開設記念GIオールジャパン竹島特別（蒲郡競艇場） 3コース・差し
- 2013年2月19日 第56回開設記念GI戸田グランプリ（戸田競艇場） 6コース・差し

### GII
なし